# Andreas Winterer
Andreas Winterer (* 12. September 1968 in Köln) ist ein deutscher Autor, Journalist, Kommunikationsberater und Schriftsteller. Er schreibt literarisch auch unter verschiedenen Pseudonymen, unter anderem Zara, John Doe und stirnulator.

## Leben
Als Computerexperte verfasst er seit 1994 Tests und Sachbücher, die sich mit dem Thema auseinandersetzen; zur Computersicherheit führt er einen eigenen Blog.
Seit 1989 widmet er sich zudem der Förderung schriftstellerischer Talente. Das von ihm betriebene online-Literaturmagazin „Zarathustras miese Kaschemme“ versteht sich unter anderem als Plattform für begabte Autoren, deren Texte bislang nicht anderweitig – oder kommerziell erfolgreich – publiziert wurden.
Winterer bewegt sich im Grenzbereich von Mainstream-Literatur und Science Fiction, wobei der Hang zur Parodie ausgeprägt ist. Für das Magazin ZYN! schrieb er über 50 Satiren. Seine SF-Persiflage Cosmo Pollite war 2001 für den Kurd-Laßwitz-Preis als „Bester deutschsprachiger Science-Fiction-Roman 2000“ und für den Deutschen Science-Fiction-Preis als „Bester Roman 2000“ nominiert. 2011 erschien Scott Bradley, eine Sammlung von SF-Schund-Kurzgeschichten, die auf „Komik, gepaart mit Zynismus und Gesellschaftskritik“ setzten. Seit 2001 schreibt er außerdem für das Independent-Netzmagazin Evolver, darunter – seit 2009 – die Serie Kolumnen, die die Welt nicht braucht.
Andreas Winterer lebt als freier Autor in München.

## Bibliografie
Romane
- Cosmo Pollite. Schwarten Verlag, 2000, ISBN 3-929303-15-9.
- Scott Bradley : Blondinen, Blobs & Blaster-Schüsse : seine gesammelten Weltraumabenteuer ; politisch unkorrekte Weltraum-Satiren nach authentischen Geschehnissen im Universum nicht unweit der Sternenleere von Zirqwon Zeta 17. Aufgezeichnet von Andreas Winterer. Mit zusätzlichen Missionsberichten von Franz Grieser und Peter Hostermann. Aus dem Galaktofranzösischen übersetzt von Cosmo Pollite. Evolver Books, Wien 2011, ISBN 978-3-9502558-3-6.

Kurzgeschichten
- Cosmo Polite und der Zwischenfall im InterStellar Express (2005)
- Die Stimme (2012)
- Ein Schiff wird kommen (2014)
- Bloß nicht alt sein im U18 (2014)
- Galactic Tentacles (2016)

Sachbuch
- mit Franz Grieser: Novell DOS 7. Networking, Multitasking, Systemoptimierung. Addison-Wesley, Paris u. a. 1994, ISBN 3-89319-676-5.
- mit Franz Grieser: Notebooks. Data Becker, Düsseldorf 2002, ISBN 3-8158-2286-6.
- Viren, Würmer & Trojanische Pferde. Data Becker, Düsseldorf 2002, ISBN 3-8158-2265-3.
- Windows 7 Sicherheit, bhv Verlag, Heidelberg u. a. 2011, ISBN 978-3-8266-7547-8.